# 陳長清
陳 長清（ちん  ちょうせい、1951年4月27日 - ）は台湾の囲碁棋士。中国囲棋会四品。名人4期、国手9期など、1980年代の台湾を代表する棋士。1991年引退。

## 経歴
15歳で囲碁を覚える。1979年、中国囲棋会プロ棋士九品（初段）。1981年に第3期棋王戦で陳永安に挑戦し、4-3で勝ってタイトル獲得、以後4連覇。同年第1期国手戦で優勝、以後1987年まで7連覇、89、90年まで9期優勝。1982年には第8期名人戦で周咸亨に挑戦し、4-1で勝ってタイトル獲得し、名人、国手、棋王の三冠となり、当時の3タイトルを独占する。同年六品に昇進。1985年五品。1991年に引退し、92年に四品を贈られる。
総タイトル獲得数は18。1989、91年には世界囲碁選手権富士通杯に中華台北代表として出場。1996年に長清児童棋院を設立。

### 主なタイトル歴
- 棋王戦 1981-84年
- 国手戦 1981-87、89-90年
- 名人戦 1982、88-89、91年
- 快棋王座戦 1983年（1回のみ開催）

### 他の棋歴
国際棋戦
- 世界囲碁選手権富士通杯
  - 1989年 ×徐奉洙
  - 1991年 ×石田芳夫

国内棋戦
- 名人戦 挑戦者 1981年
- 棋王戦 挑戦者 1988、89年